# Brûly
Brûly is een plaats en deelgemeente van de Belgische gemeente Couvin. Brûly ligt in de provincie Namen en was tot 1 januari 1977 een zelfstandige gemeente.
Niet te verwarren met de dichtbijgelegen Brûly-de-Pesche.

## Demografische ontwikkeling
- Bronnen:NIS, Opm:1831 tot en met 1970=volkstellingen, 1976= inwoneraantal op 31 december
- 1846: Afsplitsing van Petite Chapelle in 1839

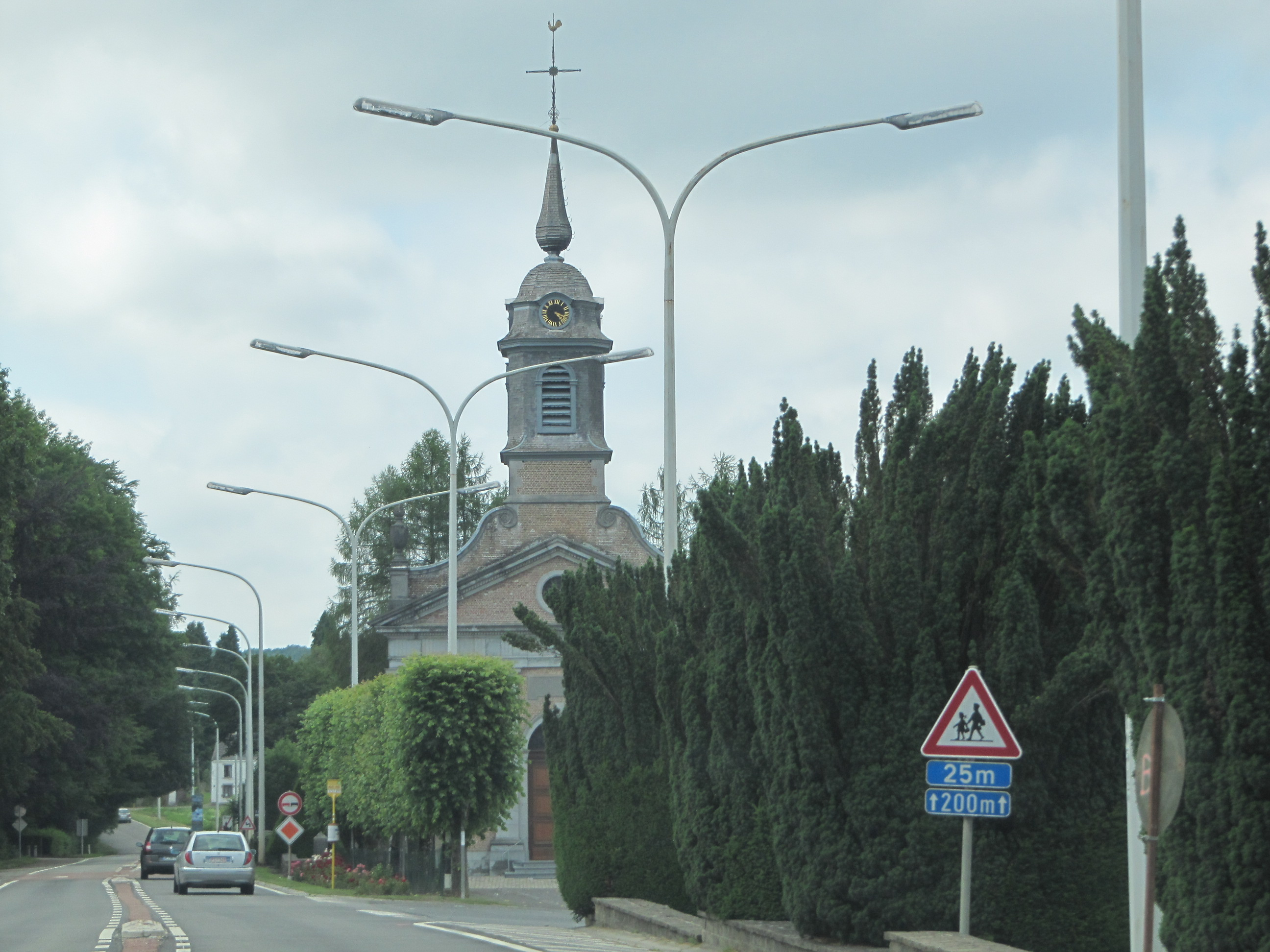
Kapel aan place Ch. Claes (beschermd erfgoed)